# おかざき登
おかざき 登（おかざき のぼる、1976年〈昭和51年〉12月25日 - ）は日本のライトノベル作家。

## 人物
新潟県出身。中学校時代、本好きだったことがきっかけとなり、小説を書き始めた。二松學舍大学文学部卒業。夜勤の清掃員として働く傍らで小説を執筆し、2008年、「岡崎登」名義で投稿した作品『二人で始める世界征服』で第4回MF文庫Jライトノベル新人賞審査員特別賞を受賞、MF文庫Jから作家デビューを果たした。小説『この部室は帰宅しない部が占拠しました。』はドラマCD版や、PlayStation Portable用のゲームにもなった。

## 著書
「MF文庫J」刊
- 『二人で始める世界征服』（2008年11月 - 2009年11月、全5巻）
- 『図書館迷宮と断章の姫君』（2010年3月 - 2010年9月、全3巻）
- 『この部室は帰宅しない部が占拠しました。』（2011年5月 - 2013年7月、全8巻）
- 『さて、異世界を攻略しようか。』（2014年1月 - 2015年8月、全7巻）
- 『姫さま、世界滅ぶからごはん食べ行きますよ！』（2016年5月 - 2016年10月、全2巻）

「ダッシュエックス文庫」刊
- 『都市伝説系彼女。』（2016年3月 - 、既刊2巻）
- 『世話焼きキナコの××管理』（原作：漫画エンジェルネコオカ、2023年8月、単巻）

「Jノベルライト」刊
- 『リトルアーモリー』（2016年12月 - 2017年1月、全2巻）

マイクロマガジン社刊
- 『リトルアーモリー エクステンド』（2018年8月、全1巻）

「実業之日本社文庫」
- 『占い居酒屋べんてん 看板娘の開運調査』（2019年2月、全1巻）

「LINE文庫」刊
- 『居酒屋がーる』(2019年9月 - 、既刊2巻)

飛鳥新社刊
- 『ギャルとおっさん』(2024年7月 - 、既刊1巻)